# Сионские церкви в Южной Африке
Сионские церкви (в ЮАР их насчитывается около 4 тыс.) представляют собой синкретические религиозные организации, объединения мелких конгрегаций. В каждое такое объединений входит, как правило, несколько десятков человек. В них пророки-целители, называемые «епископами», лечат с помощью «святого духа» физические и моральные недуги своих прихожан. В религиозных общинах организована система материальной взаимопомощи, их члены помогают друг другу найти работу, здесь же формируются группы общения единомышленников, оказавшихся в чуждой среде. Последователями этого религиозного направления являются в основном люди, переселившиеся из сельской местности в города, где они, кроме экономических тягот, испытывают и большие психологические нагрузки, вызванные проблемами адаптации к непривычным городским условиям.
Среди христианских африканских независимых церквей крупнейшими являются Сионская христианская церковь (СХЦ) (основатель Э. Лекганьяне, в 2001 г. насчитывала почти 5 млн приверженцев), которая представляет собой, по сути, конгломерат мелких баптистских конгрегации пятидесятнического толка, и Назаретская баптистская церковь Исайя Шембе (Ибандла Лама Назарета).
В период господства политики апартеида эти церкви занимали нейтральную позицию, или же даже оказывали поддержку правительству Национальной партии. Так, в 1985 г. во время пасхального собрания прихожан в Мориа, штаб-квартире СХЦ, с обращением к её приверженцам выступил тогдашний президент ЮАР П. В. Бота. Он провозгласил: «Нет власти, кроме как от Бога. Власти опасны не для тех, кто хорошо ведет себя, а для тех, кто ведет себя плохо. Делайте то, что хорошо, и вы получите одобрение правителя. Он — слуга Божий ради вашего блага». В то же время после 1994 г. СХЦ являлась одной из немногих религиозных организаций, отказавшихся выступить с покаянием в своих прошлых связях с режимом апартейда.
Сионские церкви придерживаются политики изоляционизма в отношениях с другими религиозными организациями, и не участвуют в деятельности экуменических и региональных объединений христианских церквей.